# Villatora
Villatora (Viłatora in veneto) è una frazione del comune italiano di Saonara, in provincia di Padova.

## Geografia fisica
Sorge a nordovest di Saonara, oltre il tronco dell'idrovia Padova-Venezia. Negli ultimi anni ha subito un'importante crescita urbanistica, che l'ha resa contigua alla periferia est di Padova e a Tombelle.

## Storia
Villatora (prediale derivato dal personale romano Taurius) è citata per la prima volta in un documento del 1152. Allora era compresa nella corte di Sacco, a sua volta parte dei possedimenti del vescovo di Padova sin dall'897.

## Monumenti e luoghi d'interesse

### Chiesa parrocchiale
Il paese fu in origine dipendenza della pieve di Sermazza (attuale Vigonovo), ma doveva essersi emancipato almeno dal 1171: in quell'anno è citata la chiesa dei Santi Simone e Giuda come bene dei canonici della cattedrale di Padova.
Nelle varie visite pastorali l'edificio appare sempre in buono stato, benché nel 1756 il vescovo Carlo Rezzonico la reputasse insufficiente per il numero dei parrocchiani. Vent'anni dopo ne iniziò la riedificazione, conclusa nel 1780. Una nuova tornata di restauri si ebbe dagli anni 1871-72 e si concluse con la consacrazione del 6 dicembre 1919.
All'interno, sulla parete destra della navata, è murato un bassorilievo raffigurante una Madonna col Bambino, di difficile datazione a causa della notevole consunzione (seconda metà del Seicento o prima metà del Settecento). Di fine Settecento sono i due angeli in marmo bianco ai lati dell'altare maggiore, scolpiti da Giuseppe Danieletti. Si colloca a fine Ottocento il dipinto raffigurante i santi titolari, firmato dal pittore Demetrio Alpago.

### Villa Pimpinato, Schiavon
Si trova lungo via Frassenedo, a sud del centro e della provinciale dei Vivai.
Preceduta da un vasto giardino, si è evoluta da una casa colonica originaria della metà dell'Ottocento, rimaneggiata a più riprese nel secolo successivo.
Sviluppata su due piani più sottotetto, gli interni sono organizzati secondo il tipico schema tripartito delle ville venete, con salone passante, quattro stanze ai lati e vano scala al centro del fianco destro. Le aperture sono molto semplici: architravate e prive di ornamenti, sono tuttavia risaltate dalle soglie aggettanti. Sopra la porta di ingresso si apre un terrazzino in ferro, a cui è rivolta una portafinestra per l'illuminazione del salone passante. I fori del sottotetto sono allineate a quelle dei piani inferiori, ma più piccole.
Del complesso fa parte anche un annesso a solai ribassati.